# TransCondor
TransCondor este o companie de transport rutier de marfă din România.
Compania avea o flotă de 120 de camioane în anul 2001
și o cifră de afaceri de 7,6 milioane euro în anul 2003.
Compania TransCondor este deținută de Ilie Stoichescu, care a vândut în anul 2003 compania de televiziune prin cablu TerraSat companiei RCS & RDS.